# وينديز
وينديز (بالإنجليزية: Wendy's)‏ هي سلسلة مطاعم وجبات سريعة أسسها ديف توماس في 5 نوفمبر 1969 بمدينة كولومبوس، أوهايو.